# Montreal Force
Die Montreal Force (französisch Force de Montréal) waren ein kanadisches Fraueneishockeyfranchise aus Montreal in der Provinz Québec, das in der Saison 2022/23 an der Premier Hockey Federation teilnahm.

## Geschichte
Montreal war lange als Standort für ein Franchise der Premier Hockey Federation geplant, aber Unsicherheiten aufgrund der COVID-19-Pandemie veranlassten die Liga, die Pläne zu verschieben. Im Juli 2022 wurde die Gründung des neuen Franchise in Montreal angekündigt, wobei die Eigentümer BTM Partners bereits drei weitere PHF-Teams besaßen.
Der Name, das Logo und das Trikot des Teams wurden im folgenden Monat in einer Pressemitteilung bekannt gegeben.
Die Montreal Force hatten für die Saison 2022/23 keine offizielle Heimspielstätte, sondern trugen die Heimspiele in Eishallen der gesamten Provinz Quebec aus, darunter die Aréna Raymond-Bourque in Montreal, die Colisée Financière Sun Life in Rimouski, die Aréna régional de la Rivière-du-Nord in Saint-Jérôme und das Centre Premier Tech in Rivière-du-Loup. Trainingsstätte des Clubs war das Centre 21.02 innerhalb des Verdun Auditorium in Montreal.
Das Team verpflichtete im September 2022 Peter Smith als ersten Cheftrainer, assistiert von Pierre Alain und Katia Clement-Heydra. Das erste Tor des Teams wurde im Eröffnungsspiel (ein 5:4-Sieg im Penaltyschießen gegen die Buffalo Beauts) von Kapitänin Ann-Sophie Bettez erzielt. Nach der Saison 2022/23 wurde die PHF durch neue Investoren aufgekauft und die Liga sowie alle Teams aufgelöst.

## Saisonstatistik
Legende zur Saisonstatistik: GP oder Sp = Spiele insgesamt; W oder S = Siege; L oder N = Niederlagen; T oder U = Unentschieden; OTS = Siege nach Verlängerung (Overtime);  OTN oder OL = Overtime-Niederlagen; SOS = Shootout-Siege; SOL oder SON = Shootout-Niederlagen; P oder Pkt = Punkte; Pct % = Siege in %; GF oder T = Tore; GA oder GT = Gegentore
| Saison  | Sp | S | OTS | OTN  | N  | T  | GT | Pkt      | Regular Season  | Postseason |
| ------- | -- | - | --- | ---- | -- | -- | -- | -------- | --------------- | ---------- |
| 2022/23 | 24 | 5 | 3   | 2 14 | 56 | 70 | 23 | 6. Platz | keine Teilnahme |            |

## Cheftrainer
- Peter Smith – 2022/23

## Mannschaft

### Mannschaftskapitäne
- Ann-Sophie Bettez – 2022/23

### Auszeichnungen
- Laura Jardin – 2023 PHF Foundation Award

### Bekannte Spielerinnen
- Catherine Daoust
- Kim Deschênes
- Catherine Dubois
- Sarah Lefort
- Brooke Stacey